# Mathias Zdarsky

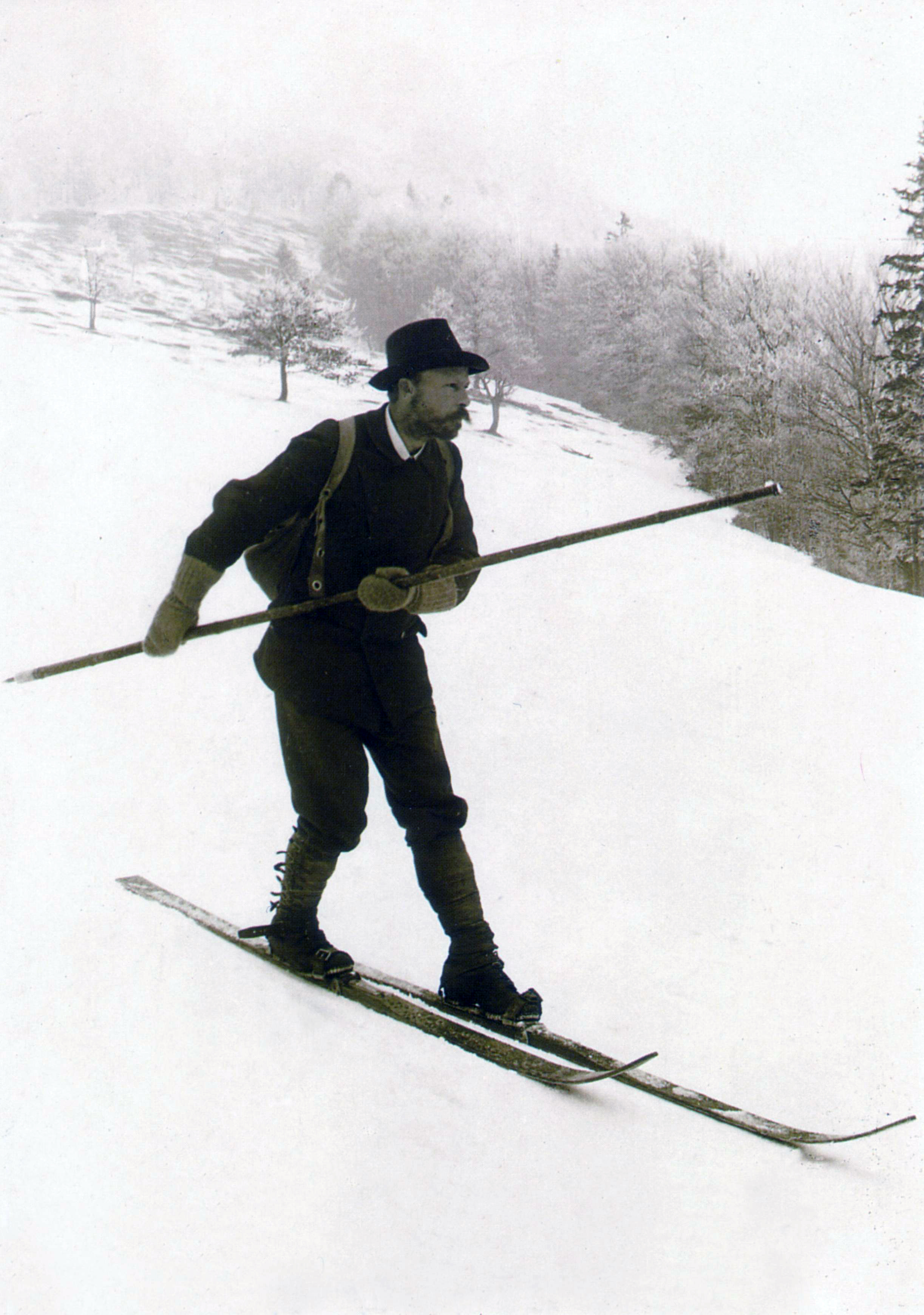
Mathias Zdarsky prezentujący technikę zjazdu

Mathias Zdarsky (cz. Matyáš Žďárský, ur. 25 lutego 1856 w Kožichovicach koło Třebíča na Morawach, zm. 20 czerwca 1940 w St. Pölten, Austria) – Austriak, pionier alpejskiego narciarstwa zjazdowego, uważany również za twórcę nowoczesnych technik zjazdowych. Nazywany „Ojcem narciarstwa alpejskiego”. Był prawdopodobnie pierwszym austriackim instruktorem narciarskim. Był również nauczycielem, filozofem, malarzem, rzeźbiarzem.
Zdarsky był najmłodszym z dziesięciorga dzieci. W latach 1874–1878 zdobywał wykształcenie nauczyciela w Brnie. Następnie pracował jako nauczyciel w Wiedniu, Elsenreith i w więzieniu Stein. W Monachium uczył się malarstwa na Akademii Sztuk Pięknych, a na Politechnice w Zurychu malarstwa i rzeźby. Dużo podróżował – był we Włoszech, Bośni i w północnej Afryce. Niektóre z jego prac olejnych są dzisiaj wystawione w muzeum Lilienfeld, które jest poświęcone jego pamięci.
Zainspirowany przez Fridtjofa Nansena, który w roku 1888 przeprawił się na nartach przez Grenlandię, a w roku 1891 wydał książkę Auf Schneeschuhen durch Grönland (Przez Grenlandię na nartach). Wzorem Nansena, Zdarsky nauczył się zjeżdżać na nartach w terenie alpejskim, gdyż w ten sposób mógł w zimie w najprostszy sposób dostać się do wioski Lilienfeld z wyżej położonych terenów w Habernreith, które zakupił w 1889 roku.
W roku 1890 skonstruował pierwsze stalowe wiązanie tzw. „Lilienfelder Stahlsohlenbindung”, dzięki któremu but był stabilnie przymocowany do narty, co umożliwiło pokonywanie alpejskich stromizn. To jednak nie wystarczało i Zdarski skonstruował jeszcze mocniejsze stalowe wiązanie, które stało się prototypem nowoczesnego wiązania narciarskiego. Podobnie jak Norwegowie, używał tylko jednego kijka, a skręty wykonywał za pomocą łokci.
W 1904 roku uzyskał honorowe członkostwo w Klubie Narciarskim Wielkiej Brytanii.
19 marca 1905 roku Zdarsky zorganizował pierwsze zawody w narciarstwie alpejskim tzw. Torlauf (czyli zjazd z bramkami) na górze Muckenkogel, niedaleko Lilienfeld w Austrii. Trasa o długości 2 km z 85 bramkami przypominała dzisiejszy slalom gigant. W zawodach brało udział 24 zawodników. Zwyciężył Zdarsky stając się tym samym pierwszym zwycięzcą zawodów narciarskich. Zawody nie zyskały jednak większego rozgłosu, a w roku 1922 Anglik Arnold Lunn wymyślił krótszy, ale trudniejszy zjazd – slalom.
W czasach, kiedy żył Zdarsky nikt nie przypuszczał, że stworzył on podwaliny narciarstwa alpejskiego. Był raczej uważany za ekscentryka. Podczas I wojny światowej uczył żołnierzy stacjonujących na terenach górskich narciarstwa oraz zachowania się podczas lawin. W 1916 roku, podczas akcji ratowniczej zastała go lawina. Doznał wtedy licznych złamań.
Techniki narciarskie opisał w książce: Die Lilienfelder Skilauf-Technik (Styl zjazdowy Lilienfelder). Opublikowana po raz pierwszy w 1897 roku doczekała się siedemnastu edycji do roku 1925.

## Zdarsky i Polacy
Zdarsky miał wielu przyjaciół wśród Polaków. Jednym z nich był Henryk Bobkowski (1879–1945), oficer armii austro-węgierskiej i generał Wojska Polskiego. Obaj znali się z czasów służby w bośniackim pułku c.k. armii. W późniejszym czasie Zdarsky został ojcem chrzestnym syna swojego przyjaciela – Andrzeja (1913–1961), pisarza i eseisty paryskiej „Kultury”. Zdarsky znał także brata Henryka, Aleksandra Bobkowskiego, wiceministra komunikacji, prekursora polskiego narciarstwa i działacza sportowego, inicjatora budowy kolei linowych na Kasprowy Wierch i Gubałówkę. Innym znajomym Zdarskyego był natomiast pisarz polski Ferdynand Goetel.